# Numeração indiana
A numeração indiana, usada na Índia, Paquistão, Bangladexe, Nepal e Mianmar, baseia-no agrupamento de pares de algarismos em vez dos três habituais nos países ocidentais. Este sistema de numeração introduz separadores nos lugares apropriados de dois em dois algarismos. Por exemplo, 30 milhões (3 crores) de rupias escreve-se «Rs. 3,00,00,000», com vírgula ao nível do milhar, do laque (cem mil) e do crore (dez milhões), em vez de «Rs. 30.000.000».
A numeração Indiana contem os seguintes valores:
०- 0
१- 1
२- 2
३- 3
४- 4
५- 5
६- 6
७- 7
८- 8
९- 9
A Numeração árabe provem da Numeração Indiana.
1. ↑  «Knowing our Numbers». Department Of School Education And Literacy. National Repository of Open Educational Resources. Consultado em 13 de fevereiro de 2016